# شورتویتس
شورتویتس (به آلمانی: Schortewitz) یک منطقهٔ مسکونی در آلمان است که در تسوربیرگ واقع شده‌است. شورتویتس ۶۹۶ نفر جمعیت دارد.